# Phelps County (Missouri)
Phelps County is een county in de Amerikaanse staat Missouri.
De county heeft een landoppervlakte van 1.743 km² en telt 39.825 inwoners (volkstelling 2000). De hoofdplaats is Rolla.

## Bevolkingsontwikkeling

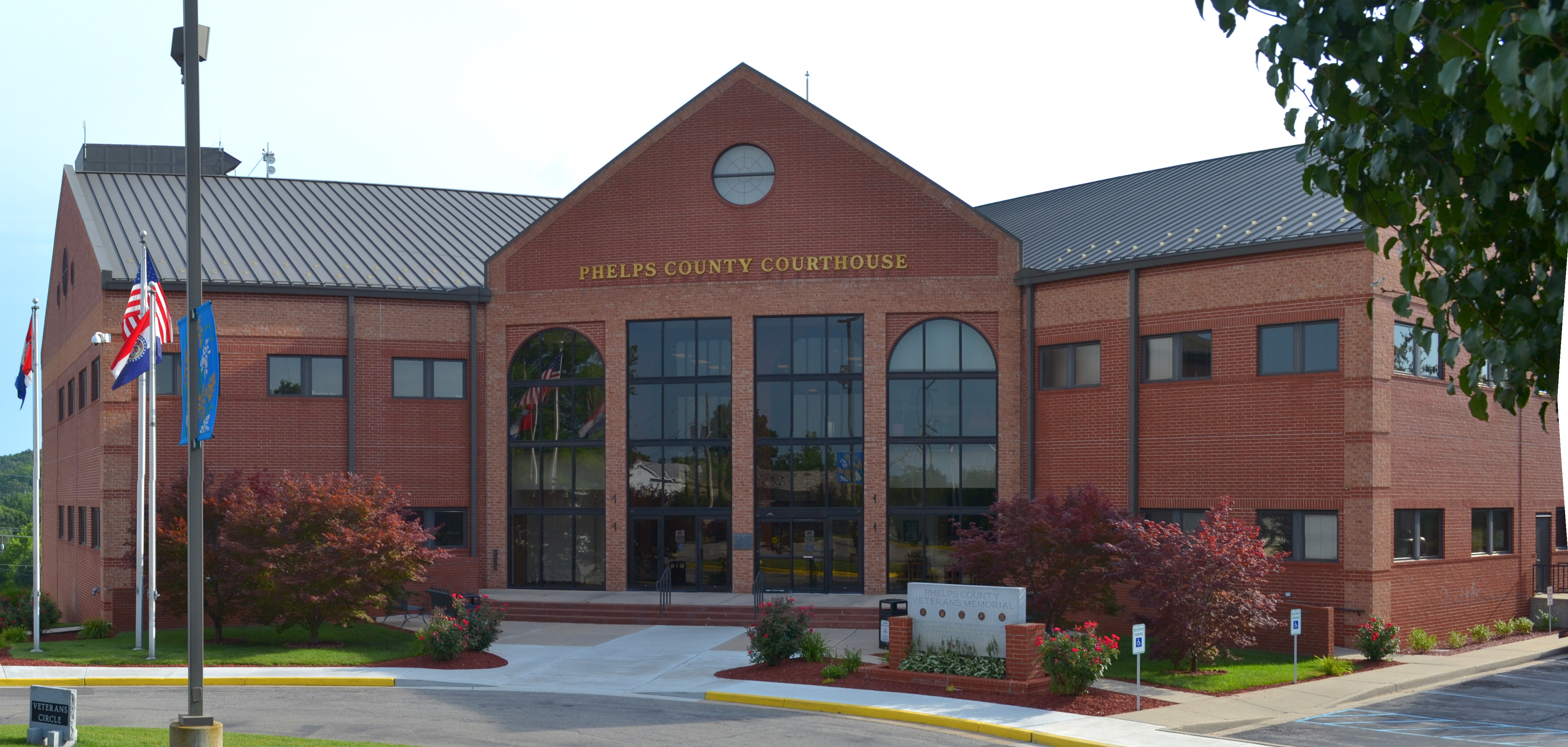
Phelps County Courthouse